# ظهور المسيح

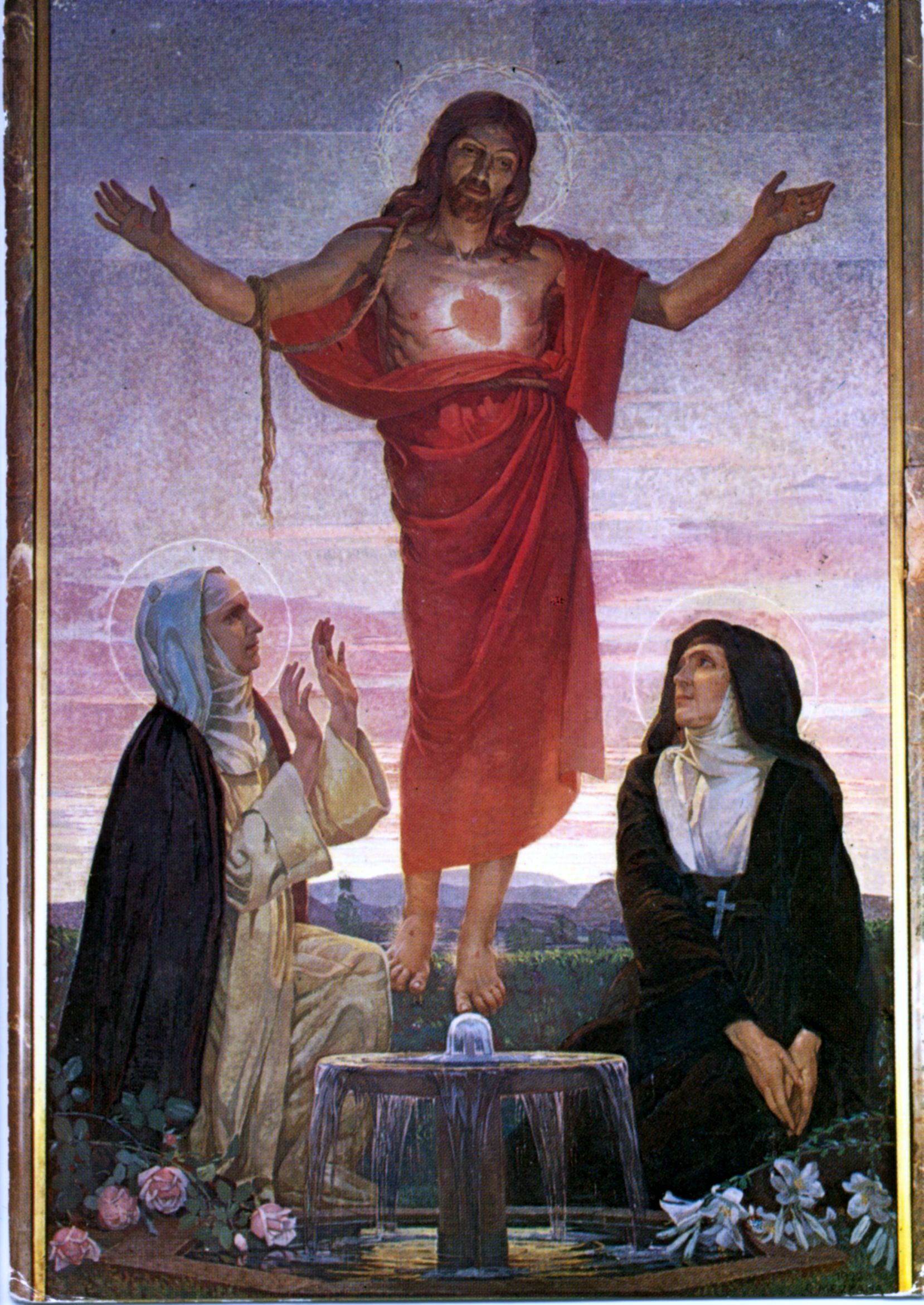
ظهور المسيح وقلبه الأقدس للقديسة مرغريت ماري الأكوك ولمريم القلب الإلهي

ظهور المسيح هو مصلطح غربي يدل على ظهور جسدي أو غير جسدي للمسيح يسوع. يشير المصطلح عمومًا إلى رؤى المسيح بعد صعوده، مثل الضوء الساطع في قصة تحول بولس الرسول.